# Taoyuan (sockenhuvudort i Kina, Jiangxi Sheng, lat 27,64, long 116,04)
Taoyuan är en sockenhuvudort i Kina. Den ligger i provinsen Jiangxi, i den sydöstra delen av landet, omkring 120 kilometer söder om provinshuvudstaden Nanchang. Antalet invånare är 16 039. Befolkningen består av 7 497 kvinnor och 8 542 män. Barn under 15 år utgör 21,0 %, vuxna 15-64 år 71 %, och äldre över 65 år 6,0 %.
Runt Taoyuan är det ganska tätbefolkat, med 199 invånare per kvadratkilometer. Närmaste större samhälle är Fenggang, 19,9 km sydost om Taoyuan. I omgivningarna runt Taoyuan växer i huvudsak blandskog.
Genomsnittlig årsnederbörd är 2 281 millimeter. Den regnigaste månaden är juni, med i genomsnitt 426 mm nederbörd, och den torraste är oktober, med 17 mm nederbörd.